# Академія красного письменства, науки і мистецтв Ла-Рошелі
Академія красного письменства, наук і мистецтв Ла-Рошелі — французьке наукове товариство, що виникло в результаті офіційної трансформації в 1732 році з Королівської академії красного письменства Ла-Рошелі.

## Історія
Під час Французької революції Академія була розпущена, а колекції конфісковані та розпорошені. Академію відновлено в 1853 році.

## Колекції Академії Ла-Рошелі
Сьогодні колекції Академії Ла-Рошелі доступні в кількох громадських місцях Ла-Рошелі :
- Медіатека МІшель-Крепо (медіатека Ла-Рошелі) ;
- Музей Лафая (Музей природної історії Ла-Рошелі) ;
- Музей Орбіньї-Бернона ;
- Департаментський архів Приморської Шаранти .

## Керівники

### Список президентів
- 1732: Леон д'Арже
- 1732: П'єр-Гі де Іллерен
- 1735: Жан-Батіст Гастюмо
- 1736: Клод Юбер Жайо
- 1739: Матьє Мартен де Шассірон
- 1739: Луї Рішар де Ерб'є
- 1745 : Нікола-Луї Буржуа
- 1746 : Шарль Рене Жирар де Віллар
- 1753 : Рене-Жозеф Вален
- 1756 : Луї-Етьєн Арчер
- 1759 : П'єр Матьє Рене Гюе
- 1762: Жан-Батіст Мерсьє Дюпаті
- 1770: Андре Дідьє Даніель Рауль
- 1771: П'єр Жерво
- 1773: Луї Шарпантьє де Лоншан
- 1776: Жан-Еме де Лакост
- 1782: Жан-Марі Муссо
- 1785: П'єр Жоашен де Боссе
- 1786: П'єр-Анрі Сеньєтт
- 1786: Поль Луї Сеньє-Демаре
- 1787: Луї-Бенжамен Флерйо де Бельвю
- 1806: Амі-Фелікс Брідо
- 1807: Александр Етьєн Гійом Ерсан-Детуш
- 1808: Луї-Бенжамен Флерйо де Бельвю
- 1822: П'єр Поль Работо
- 1824: П'єр Самуель Туссен Фроментен-Дюп'є
- 1853: П'єр-Сімон Калло
- 1856: Луї Сен-Сір Сов
- 1871: Гастон Ром'є
- 1872—1874: Поль Друіно
- 1878: Поль Годен
- 1879: Леопольд Делаян
- 1881: Альфонс Меню
- 1897: Шарль Едуар Бельтрем'є
- 1904: Луї Ежен Меєр
- 1906: Жорж Мюссе
- 1925: Ектор Тальвар
- 1962—1975: Рене Мондон
- 1980—1988: Бернар Гійонно
- 1988—2000: Шарль Маво

### Список постійних секретарів
- 1732—1763 роки: Жан-Батіст Гастумо
- 1764 рік: Луї-Етьєн Арсер
- Клеман де Лафай